# فاطمة ويتبريد
فاطمة ويتبريد (بالإنجليزية: Fatima Whitbread) (ولدت في 3 مارس 1961) لاعبة ألعاب قوى (رمي الرمح) بريطانية. وهي بطلة العالم السابقة بهذه اللعبة وحاملة الرقم القياسي العالمي (77 متر و44 سنتمتر في عام 1986). فازت ببطولة الأمم الأوروبية عام 1986 في شتوتغارت بالمانيا وببطولة العالم في روما بإيطاليا عام 1987. ونالت فاطمة ويتبريد ميداليتين أولمبيتين (الميدالية البرونزية في أولمبياد لوس أنجليس في الولايات المتحدة الأمريكية عام 1984 والميدالية الفضية في أولمبياد سيئول عاصمة كوريا الجنوبية عام 1988).

## روابط خارجية
- فاطمة ويتبريد على موقع الاتحاد الدولي لألعاب القوى (الإنجليزية)
- فاطمة ويتبريد على موقع اللجنة الأولمبية الدولية (الإنجليزية)
- فاطمة ويتبريد على موقع أوليمبيديا (الإنجليزية)
- فاطمة ويتبريد على موقع اللجنة الأولمبية البريطانية (الإنجليزية)
- فاطمة ويتبريد على موقع اتحاد ألعاب الكومنولث (مؤرشف) (الإنجليزية)